# Isuzu Rodeo

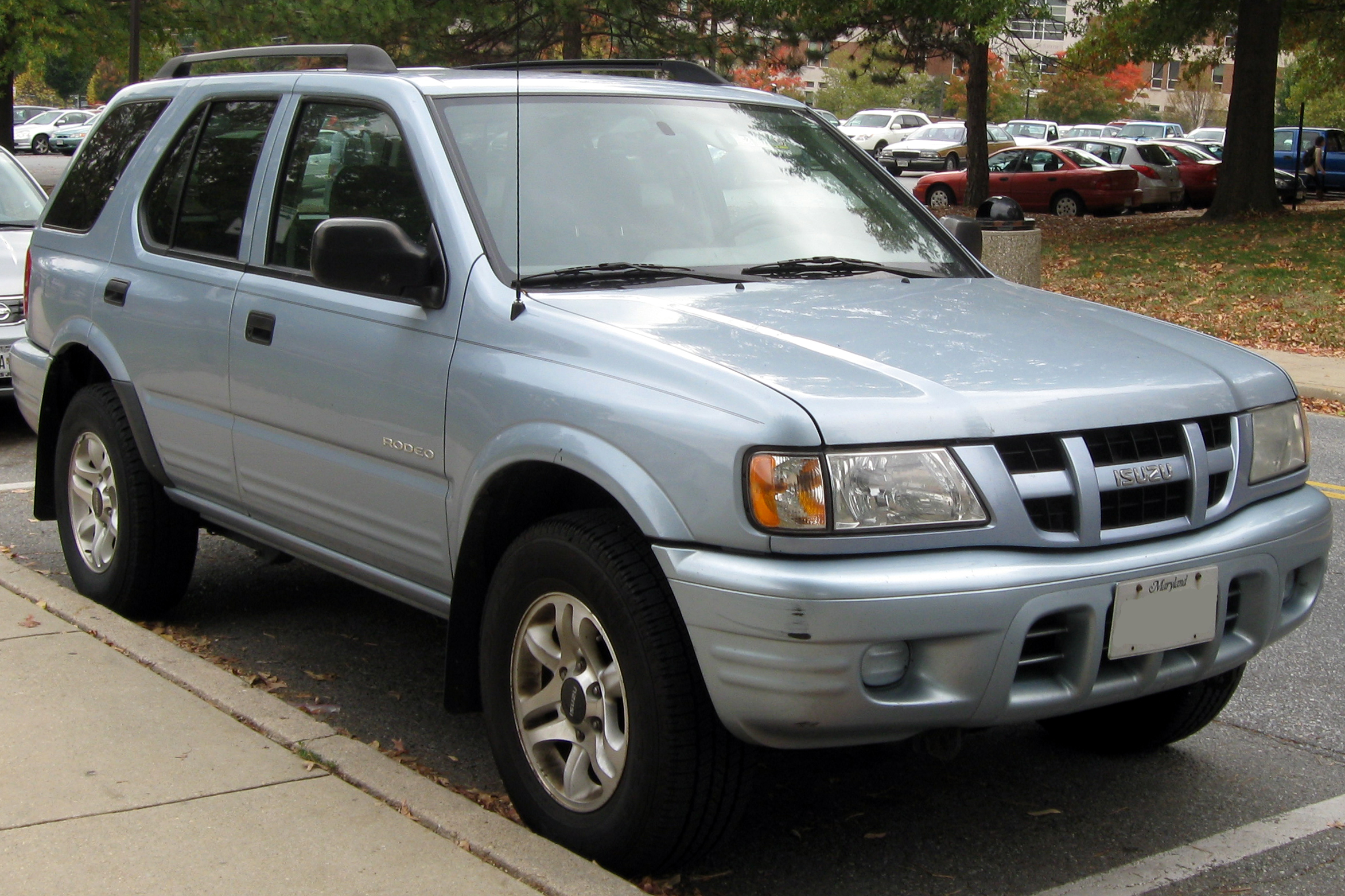
Isuzu Rodeo (2004)

De Isuzu Rodeo is een modelnaam die tussen 1988 en 2004 door de Japanse autofabrikant Isuzu werd gebruikt. Isuzu heeft de naam "Rodeo" gebruikt voor twee verschillende voertuigen: een compacte pick-up die in Japan verkocht werd en een middelgrote SUV die in Noord-Amerika werd aangeboden.
Alvorens de Rodeo een op zichzelf staand model was, werd "Rodeo" al als achtervoegsel gebruikt voor de vierwielaangedreven versies van de op de Japanse markt aangeboden Isuzu Faster pick-up met achterwielaandrijving uit 1978. Deze voertuigen met de naam Isuzu Faster Rodeo overspannen twee generaties. Pas bij de derde iteratie, aangeboden tussen 1988 en 1994, vereenvoudigde Isuzu de naam van zijn modellen met vierwielaandrijving tot Isuzu Rodeo. Bovendien werd in Japan vanaf 1981 de naam Isuzu Bighorn Rodeo gebruikt voor de SUV die Isuzu afkortte tot Isuzu Bighorn, in de meeste internationale markten bekend als de Isuzu Trooper.
In Noord-Amerika gebruikte Isuzu de naam "Rodeo" in 1990 voor het modeljaar 1991 van een vijfdeurs SUV die op de Japanse markt werd verkocht als de Isuzu Wizzard. De Amerikaanse driedeursversie kreeg de naam Isuzu Amigo en werd op de Japanse markt als de Isuzu MU verkocht. Een tweede generatie van deze SUV werd uitgebracht in 1998, waarbij de driedeurs Amigo in 2000 de "Rodeo Sport" werd voor het modeljaar 2001. De productie van beide SUV's werd in 2004 gestopt. Licht gewijzigde gerebadgede versies van de Rodeo werden op de Amerikaanse markt verkocht als de Honda Passport en op de Europese markt als de Opel Frontera.

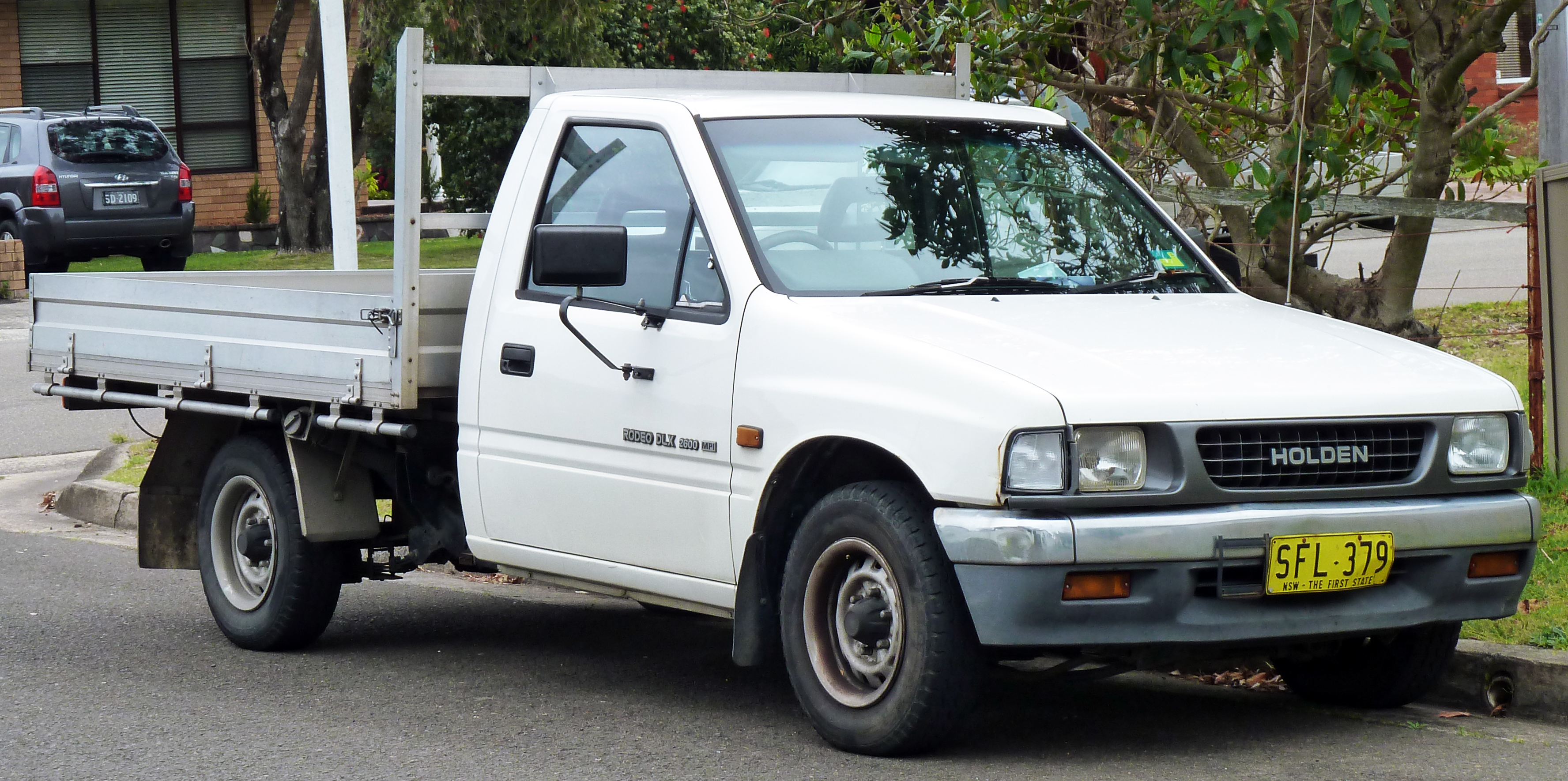
pick-up
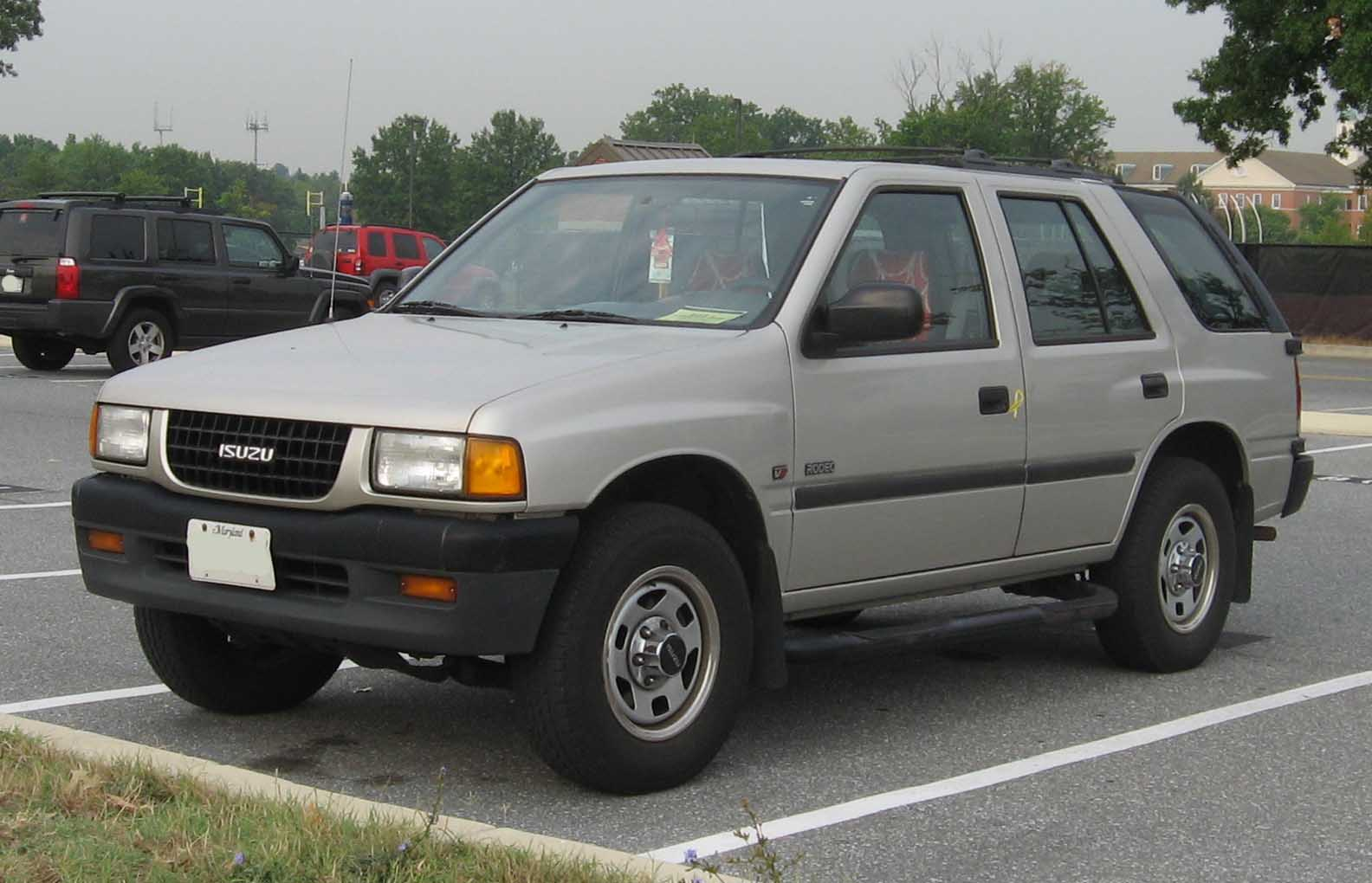
middelgrote SUV (eerste generatie)
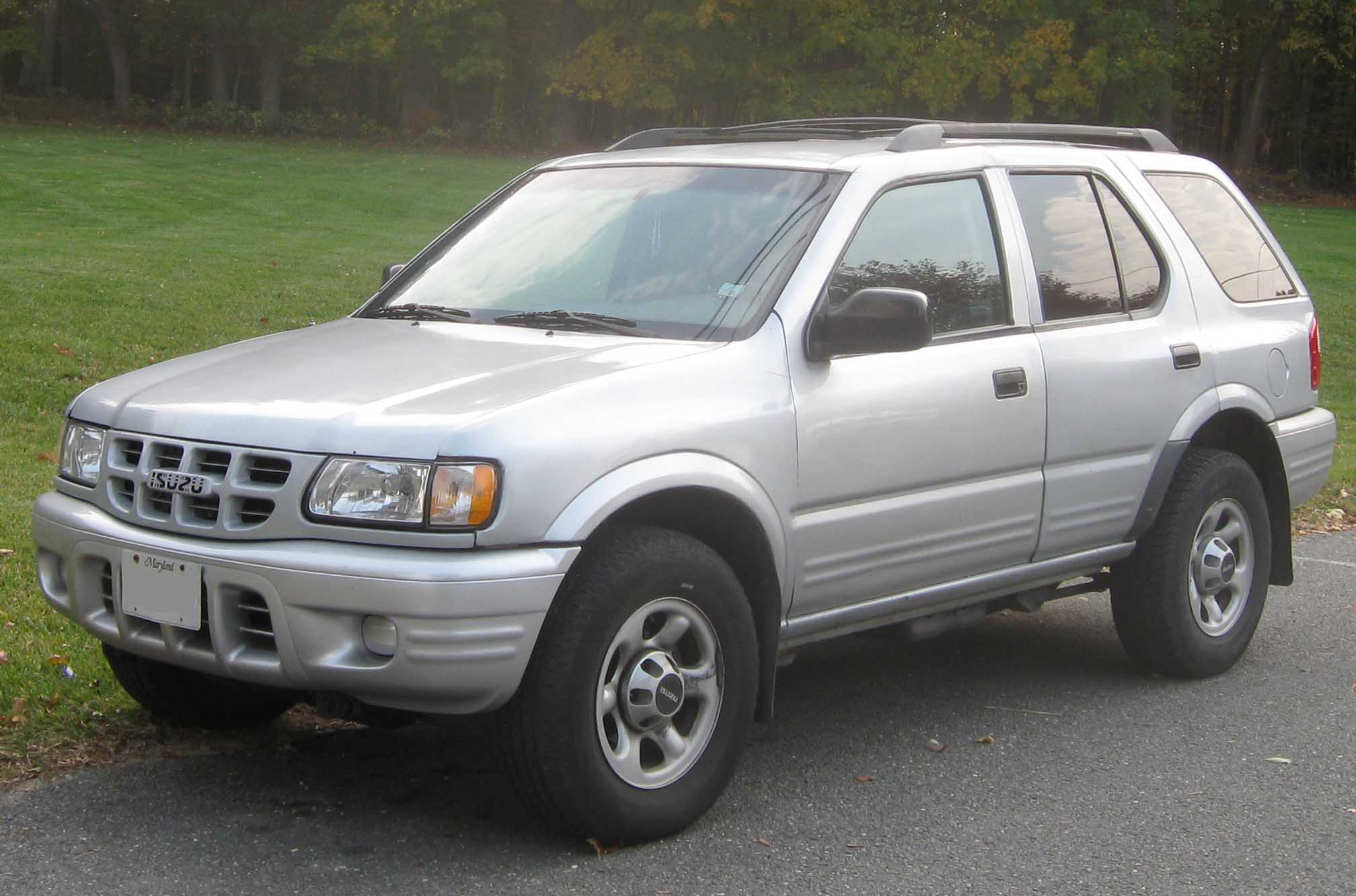
middelgrote SUV (tweede generatie)

Huidige automodellen:
D-Max · 
i-Series
Vroegere automodellen:
117 Coupe · 
Ascender · 
Aska · 
Axiom · 
Bellett · 
Florian · 
Gemini/i-Mark/Stylus · 
Hombre · 
Impulse/Piazza · 
MU Wizard/Amigo · 
Oasis · 
Panther · 
Rodeo · 
TF-Series · 
Trooper · 
VehiCROSS
Bedrijfsvoertuigen:
Elf · 
Forward · 
Giga · 
H-Series
Autobussen:
Erga · 
Erga-J · 
Erga Mio · 
Gala · 
Gala Mio · 
Jouney · 
Journey-J